# Idiocnemis huonensis
Idiocnemis huonensis är en trollsländeart som beskrevs av Maurits Anne Lieftinck 1958. Idiocnemis huonensis ingår i släktet Idiocnemis och familjen flodflicksländor. IUCN kategoriserar arten globalt som otillräckligt studerad. Inga underarter finns listade i Catalogue of Life.